# Kapeh
Kapeh is een bestuurslaag in het regentschap Aceh Selatan van de provincie Atjeh, Indonesië. Kapeh telt 418 inwoners (volkstelling 2010).